# 伊藤萬蔵

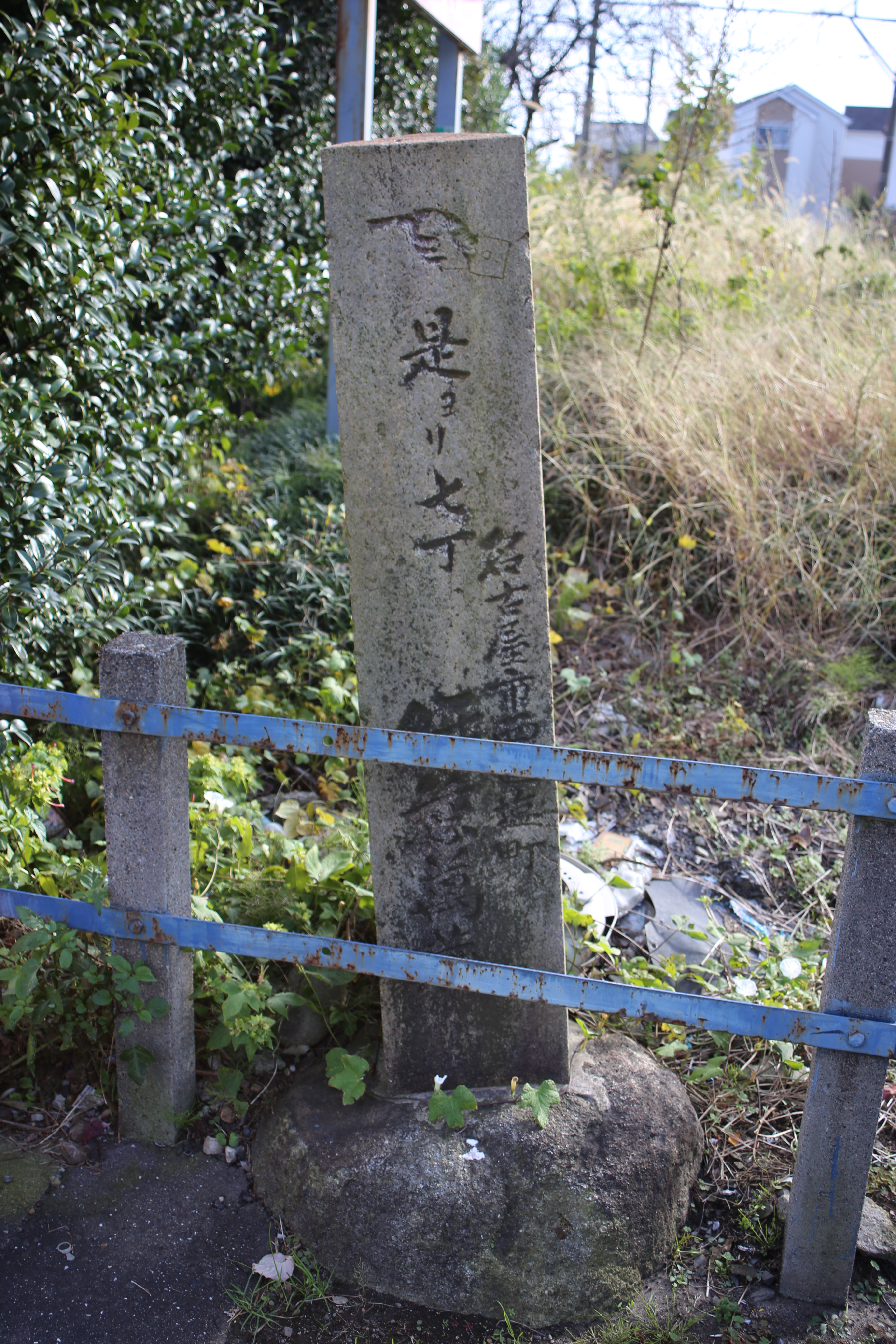
伊藤萬蔵寄付によるみちしるべ（愛知県岩倉市、2017年11月）

伊藤 萬蔵（いとう まんぞう、1833年（天保4年） - 1927年（昭和2年）1月28日）は、尾張国出身の実業家、篤志家。

## 人物
1833年（天保4年）正月、尾張国稲木庄平島村（現愛知県一宮市平島）において、父治左衛門、母りかの長男として生を受ける。
丁稚奉公を経て、名古屋城下塩町四丁目において「平野屋」の屋号で開業。名古屋実業界において力をつけ、名古屋米商所設立に際して、発起人に名を連ねる。
のち、各地の寺社に寄進を繰り返したことで知られる。現在知られる最古の例は、文久元年（1861年）銘の狛犬で、連名ではあるが、名古屋市西区の宗像神社境内に残る。また、単独では一宮市常保寺の石灯籠が最古とされる。
生前最後の寄付は、1926年（大正15年）9月の常滑市玉泉寺のもので、死後の1927年（昭和2年）3月に谷汲山華厳寺山門脇に寄付されたものが最後とされる。
晩年は「徳山」の号を用いており、家督とともに伊藤萬蔵の名も譲っていた。
1927年（昭和2年）1月28日5時に病没し、葬儀は中区白川町誓願寺において翌日14時から15時にかけて行われ（『新愛知』1927年1月29日付）、米野火葬場において荼毘に付された。墓所は誓願寺にある。
訃報記事によれば、名古屋市内に借家を数百軒持っていたとされる（『新愛知』1927年1月29日「一粒の米にも感謝を捧げ 敬虔な祈りに生きた 徳山翁のこととも」）。また、同時期に名古屋で活躍した矢田績は、「名古屋の名物老人」「一種の変人でもある」と評して故人を偲んでいる（『新愛知』1927年2月4日「伊藤萬蔵翁の事」）。